# رمبو ۳ (بازی ویدئویی)

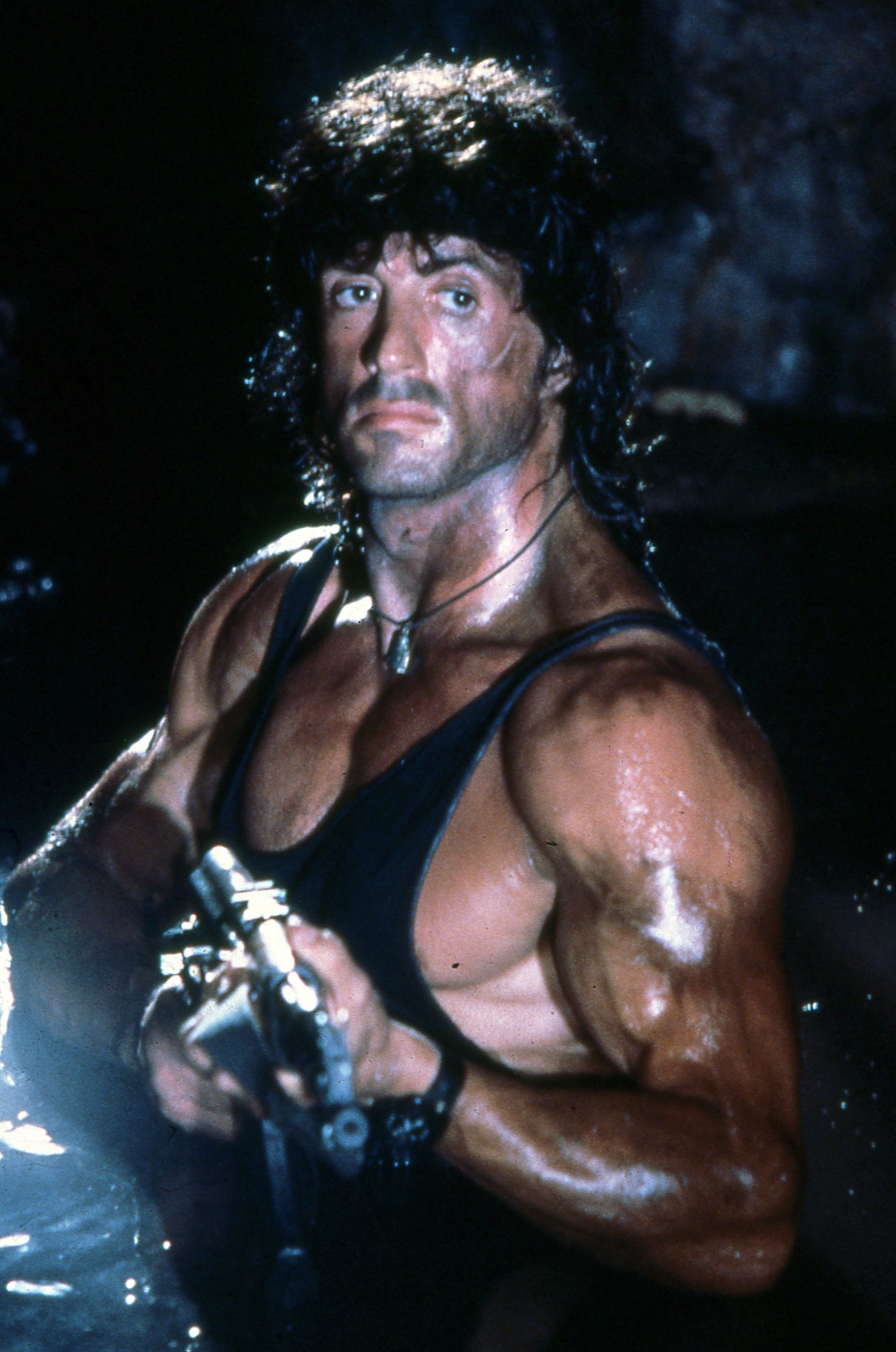
رمبو ۳ یک بازی ویدیو برای انواع کنسول هست که از سیلوستر استالونه نقش گرفته شده

رمبو ۳ ( به انگلیسی Rambo III ) عنوان یک بازی ویدئویی است که براساس فیلمی به همین نام که برای سیستم‌های کمودور ۶۴، سگا مگا درایو، ام‌اس‌ایکس، زد ایکس اسپکترام، داس، آتاری اس تی، سگا مستر سیستم، دستگاه بازی آرکید، آمستراد سی پی سی و آمیگا در سال ۱۹۸۹ میلادی عرضه شد .